# Alice Pike Barney

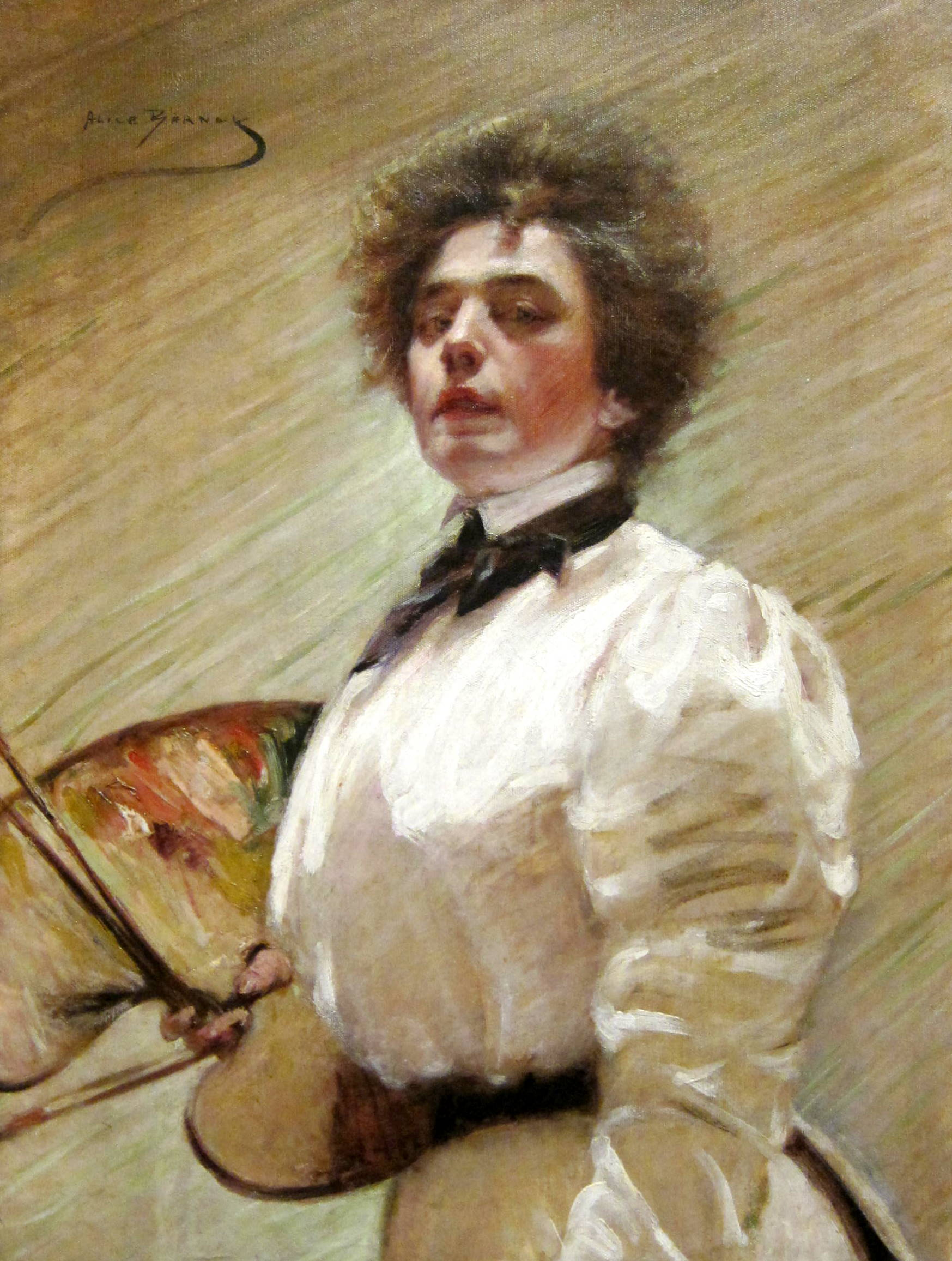
Alice Pike Barney, zelfportret met palet

Alice Pike Barney (Cincinnati, 14 januari 1857 – Los Angeles, 16 juli 1931) was een Amerikaans kunstschilderes, vooral bekend om haar portretten. Ook stond ze bekend als mecenas en salonhoudster.

## Leven en werk
Alice was de jongste dochter van Samuel Napthali Pike, die zijn vermogen verdiende als whisky-stoker (Magnolia Brand Whiskey) en een fanatiek kunstverzamelaar was. In Cincinnati bekostigde hij een operagebouw. In 1866 verhuisde de familie naar New York, waar ze haar artistieke ambities aanvankelijk in de zangkunst uitleefde.
In 1874 verloofde Alice Pike zich met ontdekkingsreiziger Henry Morton Stanley (1841−1904), die kort daarna voor een expeditie naar Afrika afreisde. Gedurende zijn afwezigheid, in 1876, huwde ze met Albert Clifford Barney (1855−1902), de zoon van een vermogende spoorwegexploitant. Met hem zou ze twee dochters zou krijgen, Natalie en Laura, die later beiden bekende schrijfsters zouden worden.

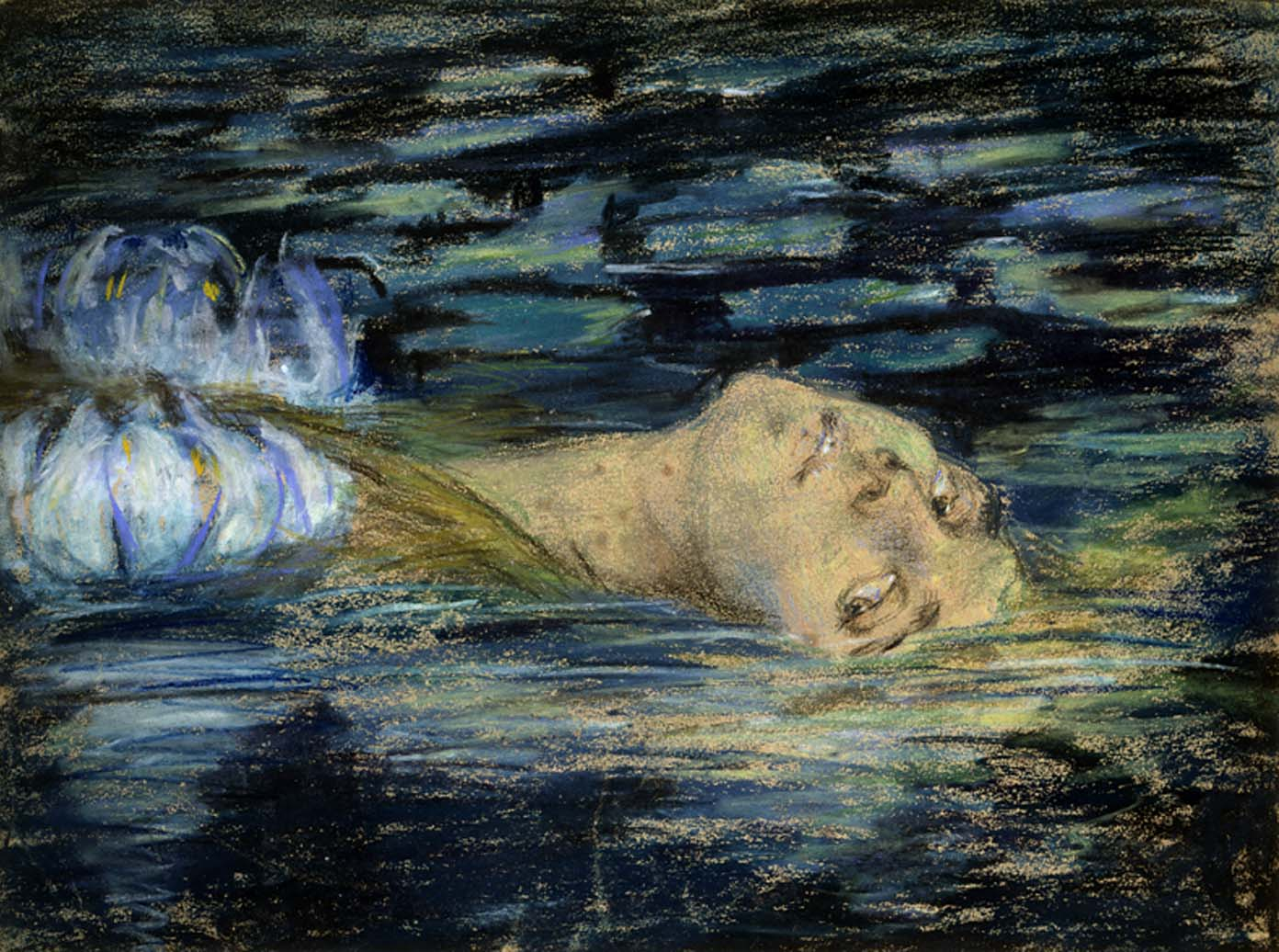
Waterlilies, illustratie bij Quelques Portraits Sonnets de Femmes van dochter Natalie, 1900

Tijdens een zomerverblijf in het New Yorkse Long Beach Hotel, in 1882, leerde Alice Pike de schrijver Oscar Wilde (1854−1900) kennen, die voor een aantal lezingen in Amerika verbleef. Wilde onderkende haar tekentalent en moedigde haar aan te gaan schilderen, tot ongenoegen van haar man. In 1887 reisde ze naar Parijs, waar haar dochters in een internaat verbleven, en ging studeren aan de Académie de la Grande Chaumière, onder Emile Auguste Carolus-Duran en Claudio Castelucho. Korte tijd later trad ze in de leer bij James McNeill Whistler, die haar stijl bepalend zou beïnvloeden.
In 1899 begon Pike in haar huis aan de Rue Victor Hugo een spraakmakende salon, waar schrijvers en kunstenaars vanuit de hele wereld bijeen kwamen, waaronder vooraanstaande figuren uit de Franse literatuur, en met name ook Amerikaanse en Britse modernisten van de verloren generatie, zoals Ezra Pound. Ook kunstschilders John White Alexander en Edmond Aman-Jean behoorden tot de vaste gasten, alsmede dichter Pierre Louÿs, beeldhouwer Auguste Rodin en courtisane Liane de Pougy.
In 1900 illustreerde Alice Pike de gedichtenbundel Quelques Portraits-Sonnets de Femmes van haar dochter Natalie. Aanvankelijk had ze geen enkele notie van de lesbische strekking van de gedichten en geen flauw vermoeden dat de modellen die ze portretteerde lesbische vriendinnen van haar dochter waren. Toen de pers hier echter aandacht aan wijdde dreef dat Alices man Albert tot wanhoop. Hij wilde zijn dochter terughalen naar Amerika, maar kwam korte tijd later, in 1902, te overlijden aan een hartaanval.
Door haar dochter Laura kwam Alice in contact met de Bahai-religie, waartoe ze zich kort na 1900 bekeerde. Terug in Amerika organiseerde ze in haar statige familiehuis te Washington D.C. tal van Bahai-bijeenkomsten. In 1905 verbleef ze samen met Laura een maand lang in Abdul-Baha in Akko.
Ondertussen bleef ze in hoog tempo schilderen, vooral portretten in de estheticistische stijl van Whistler, en exposeerde onder andere in de Corcoran Gallery of Art en het Smithsonian American Art Museum te Washington D.C.. Daarnaast trad ze op als een mecenas voor diverse beginnende kunstenaars.
In 1911 huwde Alice Pike op 54-jarige leeftijd met de 23-jarige Christian Hemmick, van wie ze negen jaar later weer zou scheiden. Ze overleed in 1931, op 74-jarige leeftijd. Veel van haar werk is nog steeds te zien in het Smithsonian American Art Museum te Washington.

## Portretten

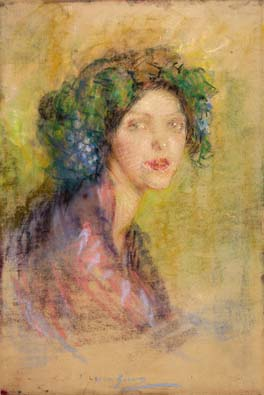
Bachante triste
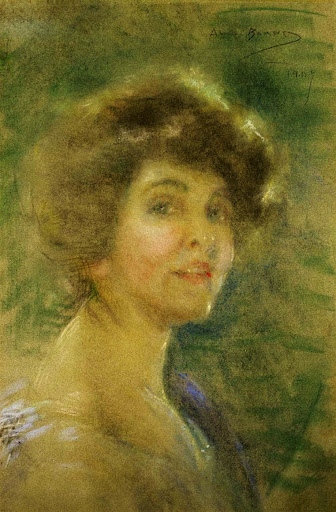
Selfportrait
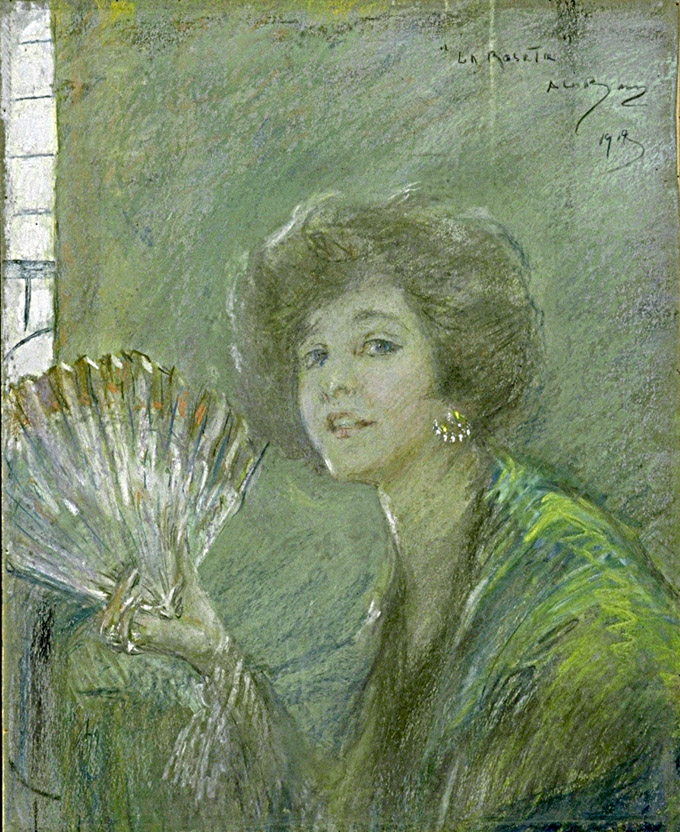
La Rosita (zelfportret)
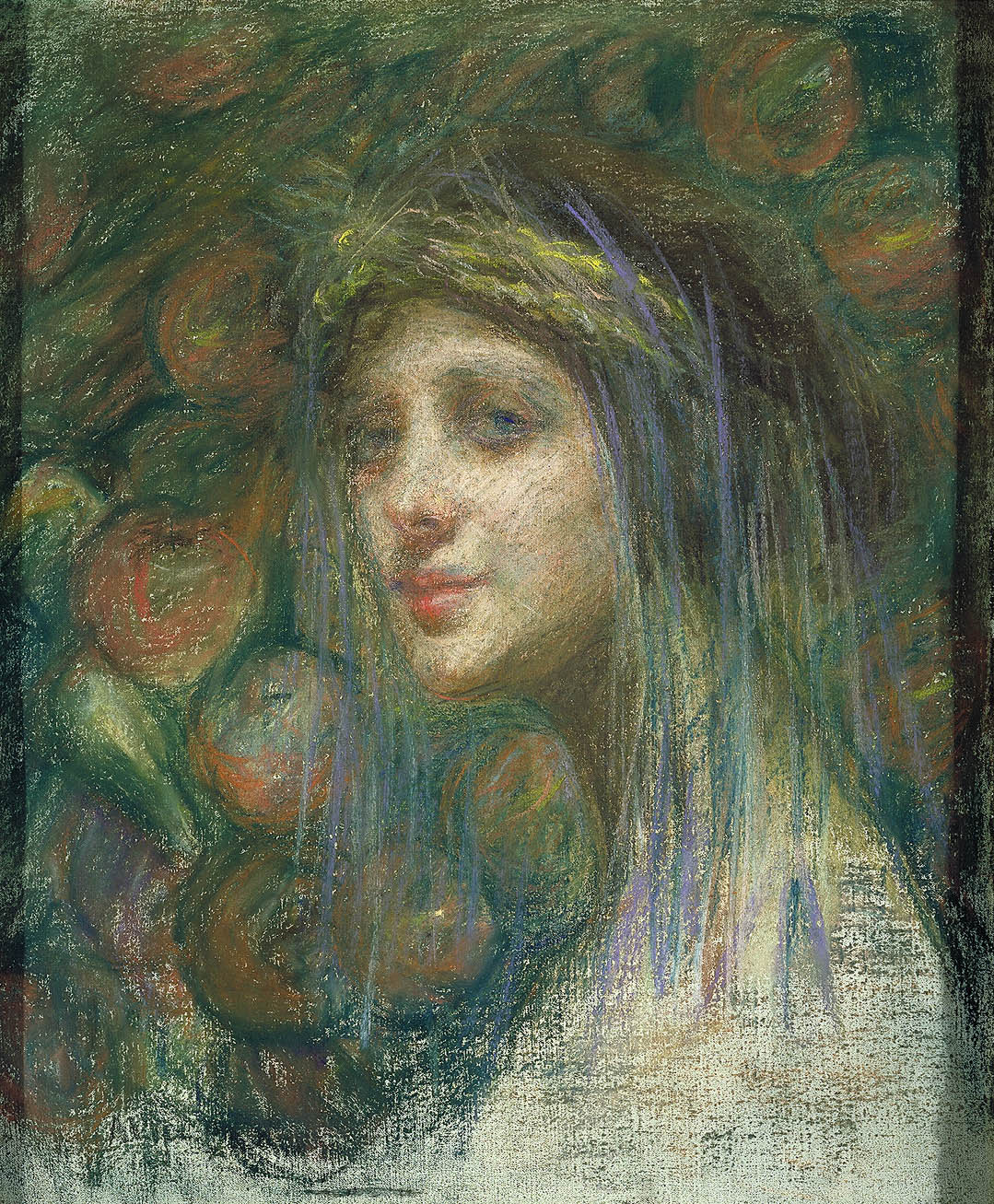
Ceres
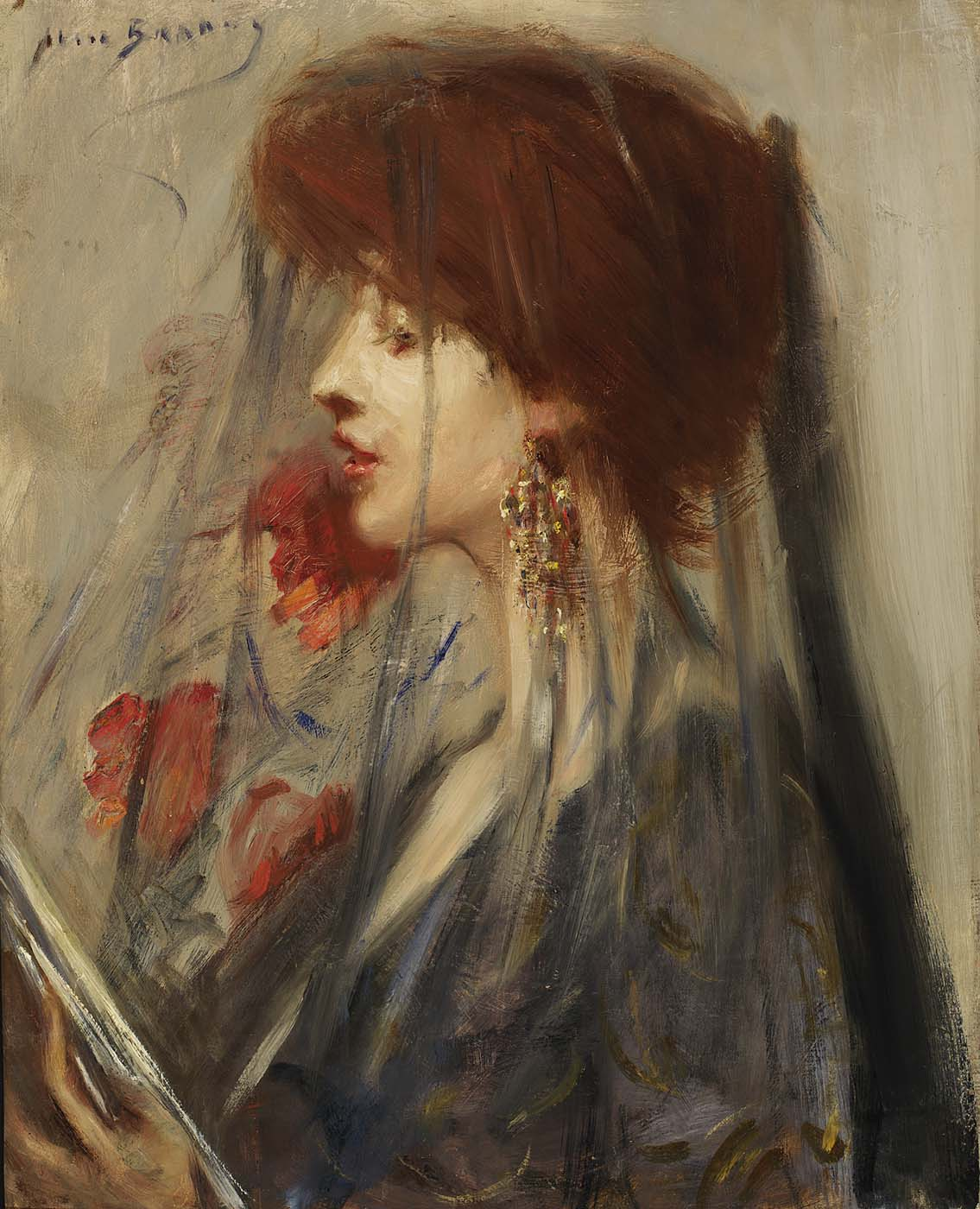
Dream book
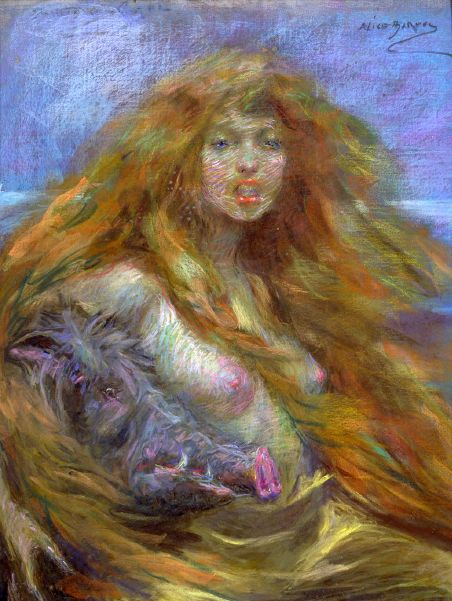
Circe
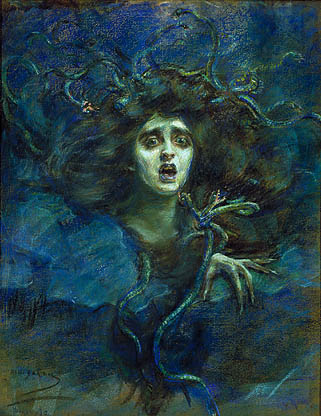
Medusa, 1892 (Laura Clifford Barney)
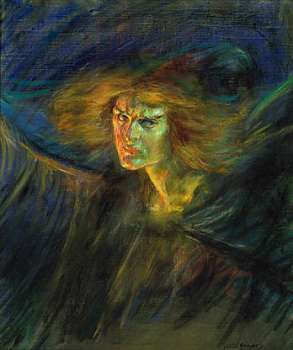
Lucifer, 1802 (Natalie Clifford Barney)
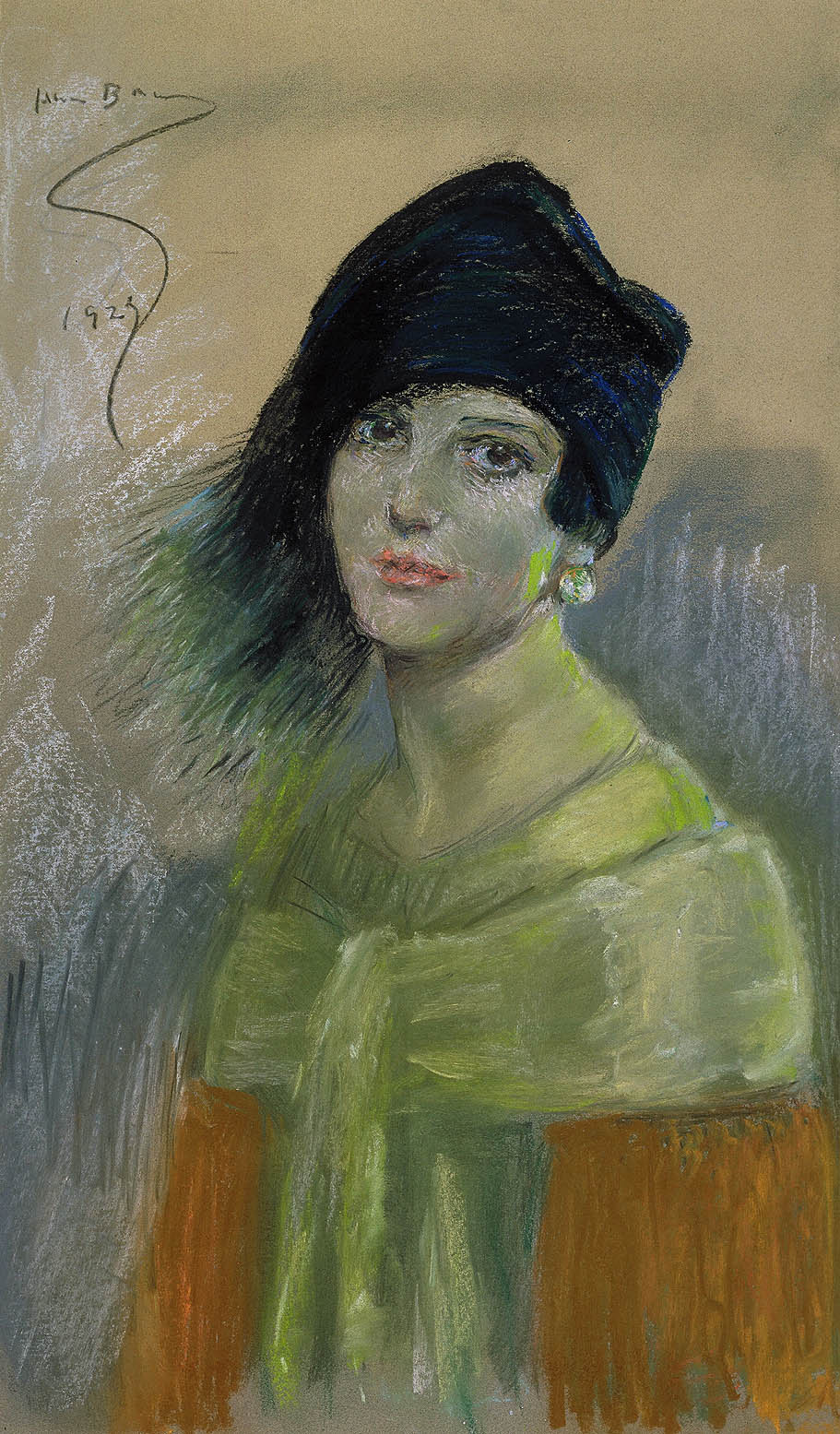
Young woman in Black Hat
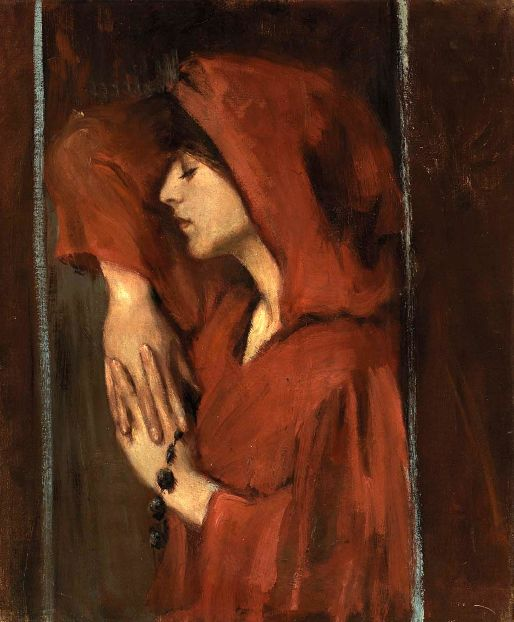
Woman with Red Hood